# Estnische Botschaft in Berlin

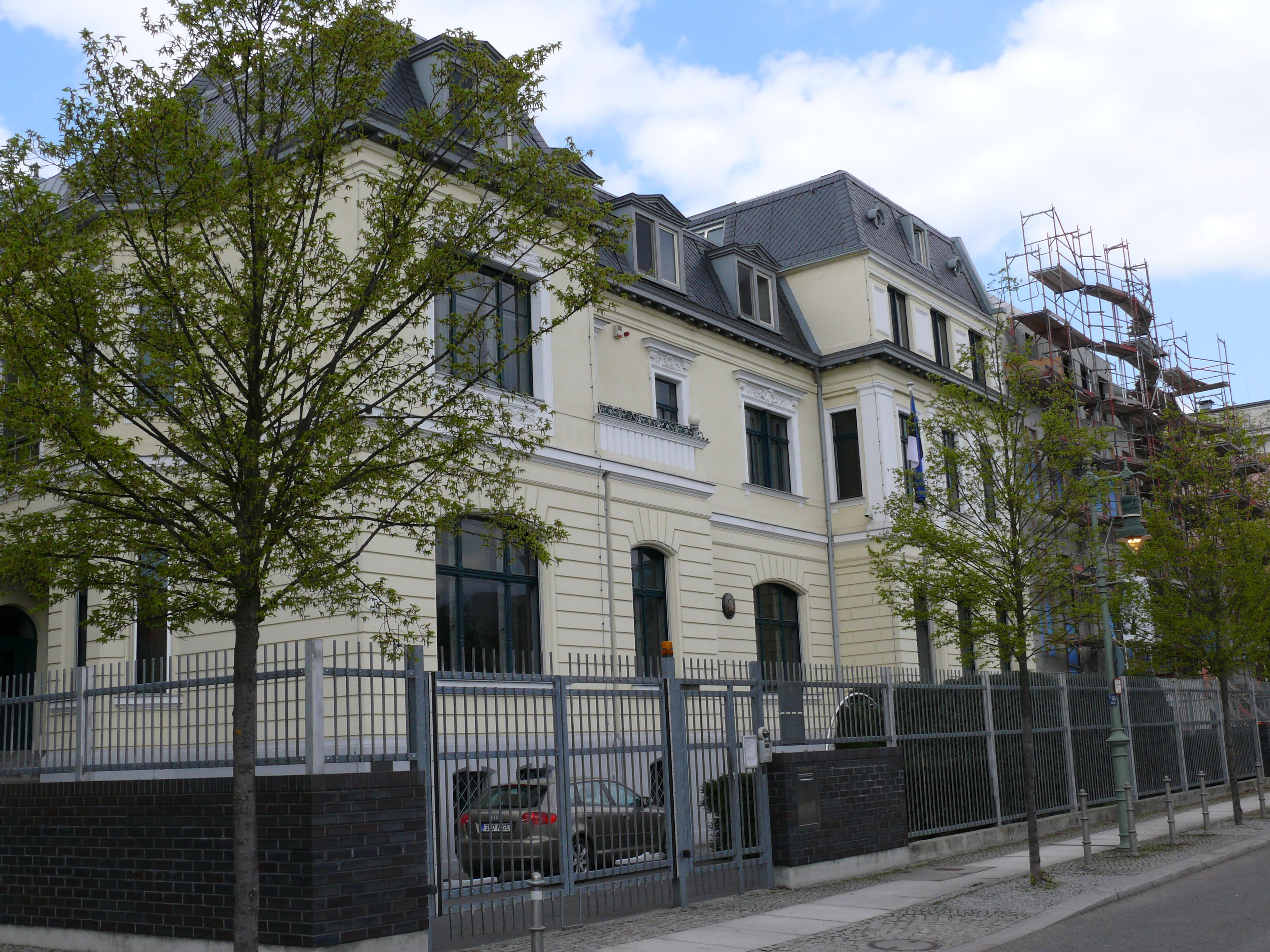
Estnische Botschaft in der Hildebrandstraße

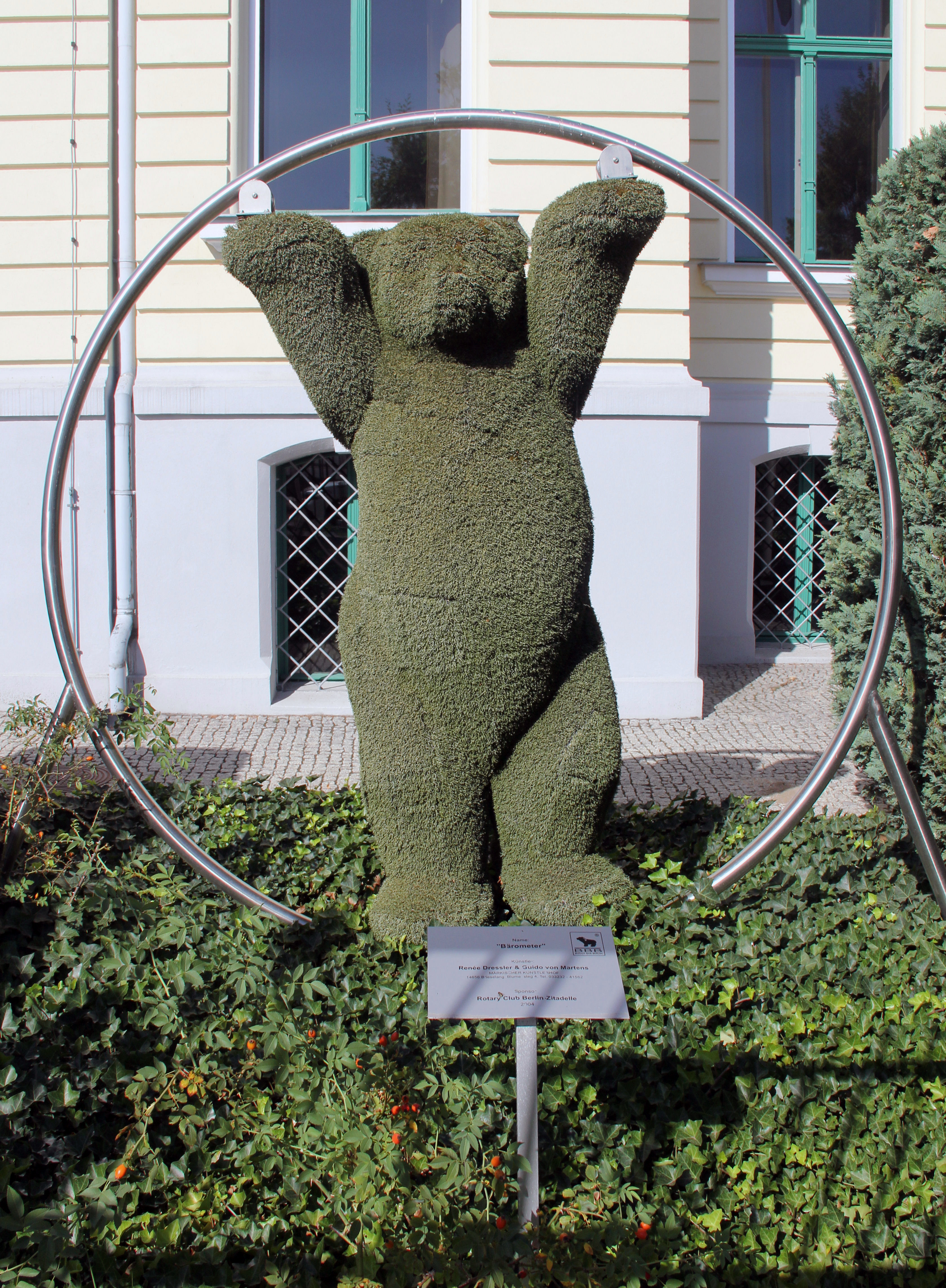
Buddy Bär vor der estnischen Botschaft in Berlin

Die Estnische Botschaft in Berlin (offiziell Botschaft der Republik Estland, estnisch Eesti Vabariigi Suursaatkond) ist die diplomatische Vertretung Estlands in Deutschland. Das Botschaftsgebäude befindet sich in der Hildebrandstraße 5 im Berliner Ortsteil Tiergarten des Bezirks Mitte. Botschafterin ist seit dem 27. September 2023 Marika Linntam.
Estland unterhält Honorarkonsulate in Bonn, Bremen, Frankfurt am Main, Hamburg, Kiel, Schwerin und Stuttgart.

## Geschichte

### Geschichte des Botschaftsgebäudes
Der Schokoladenfabrikant Theodor Hildebrand erwarb 1852 zwischen dem Landwehrkanal und dem Südrand des Tiergartens ein größeres Grundstück. Nachdem es in mehrere kleinere Grundstücke geteilt worden war, wurden 1853 die ersten Häuser an der Stelle des heutigen Botschaftsgebäudes sowie südlich von diesem gebaut. Im Jahr 1870 erwarb der Hoflieferant Joseph A. Robrecht das Grundstück Hildebrandstraße 5 und ließ das Gebäude 1883 durch das Architekturbüro Kayser und v. Großheim vergrößern. Die nächste größere Veränderung erfolgte 1895. Robrechts Tochter, die das Grundstück ein Jahr zuvor geerbt hatte, ließ das Gebäude von den Architekten Reimarus & Hetzel erweitern. Dabei wurde das ursprüngliche Gebäude abgerissen. Das neue Gebäude, ein im historistischen Stil gehaltenes Wohnhaus, ist größtenteils bis heute erhalten geblieben. Nur der an die Friedrich-Ebert-Stiftung grenzende Südteil befindet sich nicht mehr im Originalzustand.

### Erste estnische Unabhängigkeit (1918–1940)
Nach den Umwälzungen des Jahres 1918 konnten viele Eigentümer ihre Villen in der Folgezeit nicht mehr halten und so kam es, dass das Grundstück Hildebrandstraße 5 im Jahr 1920 von seiner Besitzerin an den estnischen Konsul Voldemar Puhk verkauft wurde. Da die Republik Estland jedoch nicht über die ausreichenden Geldmittel verfügte, erwarb Puhk das Grundstück als Privatperson. Am 15. Mai desselben Jahres nahm die Gesandtschaft Estlands ihre Tätigkeit in dem Gebäude auf und das Haus wurde umgestaltet. In den oberen Stockwerken wurde das Konsulat eingerichtet, während die restlichen Räume zu repräsentativen und Wohnzwecken genutzt wurden.

### Zweiter Weltkrieg und Folgezeit
Im August 1940 wurde die Gesandtschaft der Sowjetunion übergeben. Als im nächsten Jahr der Krieg zwischen Deutschland und der Sowjetunion ausbrach, wurde das Gebäude vom deutschen Außenministerium übernommen und zu einem Dienstgebäude umgebaut. Der Südflügel erhielt nun seine heutige Form und das früher offene zweigeschossige Treppenhaus wurde geschlossen.
Durch eine glückliche Fügung entging das Gebäude als eines der wenigen während des Zweiten Weltkriegs seiner Zerstörung. Es war damit eines von nur drei Gebäuden, die in der Hildebrandstraße stehen blieben.
Nach dem Ende des Krieges kam das Gebäude unter Treuhandschaft der westlichen Hauptsiegermächte und ein Rechtsanwalt wurde damit beauftragt, das Gebäude während der „Abwesenheit des Eigentümers“ als Mietshaus zu verwalten. Dies war nötig, da durch die Lage des Bezirks Tiergarten im Britischen Sektor die Republik Estland weiterhin Eigentümerin der Liegenschaft blieb, da das Vereinigte Königreich die Besetzung Estlands durch die Sowjetunion nicht anerkannt hatte. Andererseits wurde die estnische Exilregierung von der Bundesrepublik nicht anerkannt. Niedrige Mieten und die ungünstige Lage in der Nähe zur Berliner Mauer sorgten jedoch dafür, dass das Haus immer mehr verfiel.

### Nach der wiedererlangten Unabhängigkeit (seit 1991)
Nach der Wiedererlangung der Unabhängigkeit Estlands und der damit einhergehenden Wiederaufnahme der diplomatischen Beziehungen zwischen beiden Länder ist die Republik Estland seit September 1991 wieder Nutzerin der Liegenschaft. Vor der erneuten Nutzung des Berliner Standortes erfolgte eine diplomatische Vertretung Estlands in Deutschland durch das im Oktober 1991 eröffnete Baltische Informationsbüro in Bonn am Bertha-von-Suttner-Platz 1–7. Die estnische Abteilung wurde von Tiit Matsulevitš geleitet, der im November 1991 zum Botschafter seiner Heimat in Deutschland ernannt wurde. Aufgrund der Notwendigkeit größerer Räume folgte 1993 der Umzug in das Bonner Regierungsviertel (→ Eintrag in Botschaftsliste). Am 28. Juni wurde das neue Botschaftsgebäude durch den estnischen Ministerpräsidenten Mart Laar eröffnet. Das Haus war zuvor Anfang des Jahres gekauft und seiner neuen Verwendung angepasst worden.
Im März 1998 nahm die Außenstelle der Botschaft ihre Tätigkeit in Berlin auf. Zu ihren Hauptaufgaben zählten die Vorbereitungen für den Umzug der Botschaft von Bonn nach Berlin, also das Mieten eines provisorischen Büros und die Einleitung der Sanierung des Botschaftsgebäudes Hildebrandstraße 5 im Botschaftsviertel. Im Mai 1999 zog der letzte Mieter aus dem Botschaftsgebäude aus. Seit dem Juli desselben Jahres ist die Estnische Botschaft bereits in Berlin tätig. Die gemieteten Büroräume am Kurfürstendamm 56 wurden seit Februar von der Konsularabteilung der Botschaft genutzt. Im August 2000 wurde nach längeren Vorbereitungen mit dem Umbau des Botschaftsgebäudes in der Hildebrandstraße begonnen und seit dem 1. Juni 2001 befinden sich die Büro- und Repräsentationsräume der Botschaft der Republik Estland sowie die Botschafterresidenz wieder in diesem Gebäude. In der Folge wurde das ehemalige Botschaftsgebäude in Bonn verkauft. Im September 2001 erfolgte schließlich die feierliche Wiedereröffnung des historischen Botschaftsgebäudes durch den estnischen Staatspräsidenten Lennart Meri.

## Leiter der estnischen diplomatischen Vertretung in Deutschland
| Amtszeit  | Name                                                                      | Anmerkung                                                                 |
| --------- | ------------------------------------------------------------------------- | ------------------------------------------------------------------------- |
| 1919      | Aufnahme diplomatischer Beziehungen                                       | Aufnahme diplomatischer Beziehungen                                       |
| 1919–1919 | Mihkel Martna                                                             | Vertreter der Republik Estland in Berlin                                  |
| 1919–1920 | Eduard Vilde                                                              | zuerst auch Vertreter der Republik Estland in Berlin, ab 1919 Gesandter   |
| 1921–1933 | Karl Menning                                                              | von 1921 bis 1923 Geschäftsträger und Generalkonsul, ab 1923 Gesandter    |
| 1933–1936 | Friedrich Karl Akel                                                       | Gesandter                                                                 |
| 1936–1939 | Karl Tofer                                                                | Gesandter                                                                 |
| 1939–1940 | Rudolf Möllerson                                                          | Gesandter                                                                 |
| 1940–1991 | Unterbrechung der Beziehungen infolge der sowjetischen Besetzung Estlands | Unterbrechung der Beziehungen infolge der sowjetischen Besetzung Estlands |
| 1991–1996 | Tiit Matsulevitš                                                          | Botschafter                                                               |
| 1996–2000 | Margus Laidre                                                             | Botschafter                                                               |
| 2000–2004 | Riina Ruth Kionka                                                         | Botschafterin                                                             |
| 2004–2008 | Clyde Kull                                                                | Botschafter                                                               |
| 2008–2012 | Mart Laanemäe                                                             | Botschafter                                                               |
| 2012–2016 | Kaja Tael                                                                 | Botschafterin                                                             |
| 2016–2019 | Mart Laanemäe                                                             | Botschafter (2. Amtszeit)                                                 |
| 2019–2023 | Alar Streimann                                                            | Botschafter                                                               |
| seit 2023 | Marika Linntam                                                            | Botschafterin                                                             |